# Hebron (Botswana)
Hebron – wieś w Botswanie w dystrykcie Southern. Według spisu ludności z 2011 roku wieś liczyła 950 mieszkańców.